# Biancaneve
Biancaneve (in tedesco Schneewittchen), nota anche come Biancaneve e i sette nani, o Nevolina in alcune traduzioni, è una popolare fiaba europea. La versione attualmente conosciuta è quella scritta dai fratelli Jacob e Wilhelm Grimm in una prima edizione nel 1812, pubblicata nella raccolta Le fiabe del focolare (Kinder- und Hausmärchen), evidentemente ispirata a molti aspetti del folclore popolare, del quale i due fratelli erano profondi studiosi. La città di Lohr, in Bassa Franconia, sostiene che Biancaneve sia nata in loco. La storia è nota anche grazie al film d'animazione di Walt Disney del 1937 Biancaneve e i sette nani (Snow White and the Seven Dwarfs).
Esiste un'altra fiaba dei fratelli Grimm in cui la protagonista si chiama Biancaneve: Biancaneve e Rossarosa. Non esiste alcuna correlazione fra le due fiabe, e nell'originale tedesco i nomi delle protagoniste sono leggermente diversi (Schneewittchen in Biancaneve e i sette nani e Schneeweißchen in Bianca-neve e Rossa-rosa). I due nomi hanno lo stesso significato; il primo è scritto con la grafia dei dialetti della Bassa Germania, il secondo invece con quella dei dialetti dell'Alta Germania.
Nel sistema di classificazione delle fiabe di Aarne-Thompson, Biancaneve rappresenta il tipo 709. Nell'antologia fiabesca dei Grimm, Biancaneve si trova al n. 5.

## Trama
La storia di Biancaneve a cui si fa generalmente riferimento è quella raccontata nella settima edizione delle fiabe dei fratelli Grimm del 1857. Tale versione racconta che in un pomeriggio d'inverno, una giovane regina, mentre sta ricamando accanto a una finestra dalla nera cornice di ebano, si punge un dito e, guardando la goccia di sangue caduta sulla tela di lino, esprime il desiderio di avere una figlia con la pelle bianca come la neve, le labbra rosse come il sangue e i capelli neri come l'ebano; dopo nove mesi nasce una bambina, che possiede proprio le caratteristiche fisiche desiderate dalla madre, alla quale dà il nome Biancaneve. Poco dopo la nascita della bambina, la regina muore a seguito delle ferite riportate durante il travaglio.
Il re, per assicurare una figura materna alla figlia, decide di risposarsi. La seconda moglie del re è una donna bella, ma tanto vanitosa e cattiva, che possiede uno specchio magico al quale domanda in continuazione chi è la più bella del reame, sentendosi continuamente rispondere che è lei. A un certo punto, lo specchio le dice che la ormai cresciuta Biancaneve è più bella di lei, allora la regina, infuriata e gelosa della bellezza di Biancaneve, incarica un cacciatore di portare la principessa nel bosco, ucciderla e portarle i suoi polmoni ed il suo fegato come prova della conclusione del suo compito. Il cacciatore, però, non ha il coraggio di svolgere l'incarico, e dice alla fanciulla di fuggire nel bosco, e poi uccide un cinghiale, ne preleva i polmoni ed il fegato e torna dalla crudele regina, spacciando gli organi dell'animale per quelli di Biancaneve.

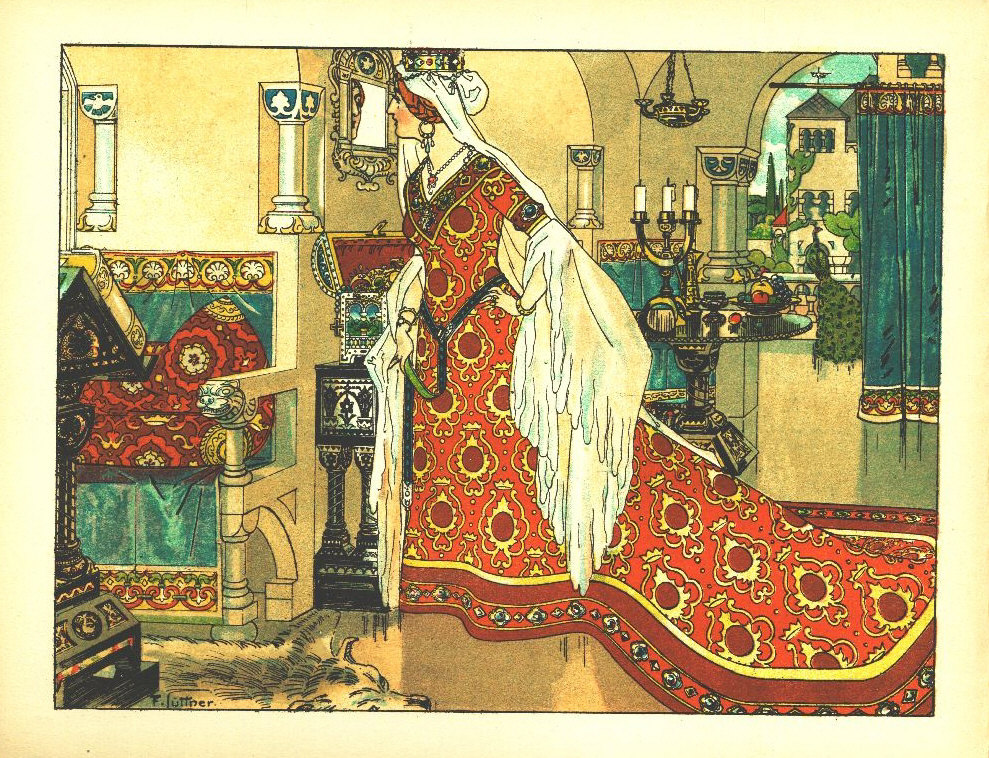
La matrigna davanti allo specchio magico, di Franz Jüttner (1905 circa).

Biancaneve, dopo aver vagato per un po' nel bosco, arriva ad una piccola casa, nascosta tra gli alberi, che poco dopo scoprirà essere abitata da sette nani, che tutti i giorni si recano a lavorare in una miniera dall'altra parte della foresta. La casa è vuota e Biancaneve, stanca e affamata, entra, si nutre con parte del cibo e del vino già preparato dai nani, mangiando da ogni piattino e bevendo da ogni bicchierino, e poi si addormenta nell'unico dei sette letti della propria misura. Una volta rientrati dal lavoro, dopo un primo attimo di sgomento per l'intrusione, i nani sono felici di ospitare la dolce Biancaneve, che in cambio li aiuta nelle faccende domestiche. La vita scorre tranquilla fino a quando la regina scopre dallo specchio magico che Biancaneve è ancora viva. La matrigna allora cerca per due volte di uccidere Biancaneve: la prima volta si traveste da merciaia, si reca alla casa dei nani e le stringe una cintura alla vita fino a toglierle il respiro, e la seconda volta si traveste da zingara, arriva alla casa dei nani e conficca tra i capelli di Biancaneve un pettine avvelenato. In entrambi i casi la giovane sviene e viene salvata dall'intervento dei nani, che riescono a farle riprendere i sensi, ammonendola ogni volta di non far entrare nessuno in casa in loro assenza.
A questo punto la regina si avvia per la terza volta verso la casa dei nani travestita da contadina e con l'obiettivo di far assaggiare a Biancaneve una mela avvelenata per metà: per convincerla ad accettare il frutto la regina, in veste di contadina, divide la mela in due parti e assaggia davanti a lei la metà non avvelenata. Biancaneve, al primo morso della parte avvelenata, cade in uno stato di morte apparente da cui nessuno degli sforzi compiuti dai nani riesce a svegliarla. I nani, allora, convinti che sia morta, la pongono in una bara di cristallo e la sistemano sulla cima di una collina in mezzo al bosco.
Per molto tempo Biancaneve resta vegliata dai nani, finché un giorno viene notata da un principe che passa di lì a cavallo. Il giovane, colpito dalla bellezza della fanciulla, vorrebbe portarla nel suo castello per poterla ammirare e onorare per tutti i giorni della sua vita. Dopo molte insistenze, impietositi dai sentimenti del giovane, i nani acconsentono alla sua richiesta. A un certo punto uno dei servi del principe, arrivati per trasportare la bara al castello del principe, inciampa in una radice scoperta e fa cadere la bara giù per il fianco della collina. Durante la caduta, dalla bocca di Biancaneve esce il boccone di mela avvelenato, e così la ragazza si risveglia. Biancaneve s'innamora subito del principe e vengono organizzate le nozze, a cui viene invitata anche la regina cattiva, che non conosce il nome della sposa ma è stata avvertita dallo specchio magico che è più bella di lei e rimane impietrita riconoscendo la sua figliastra.
Nel frattempo erano state fatte arroventare sulle braci due scarpe di ferro, che la malvagia matrigna di Biancaneve viene costretta a indossare. A causa del dolore procuratole dalle calzature incandescenti, la regina cattiva è costretta a ballare finché non cade a terra morta. In un'altra versione il finale è diverso: la malvagia matrigna, giunta al castello per il matrimonio, rimane stupita: riavutasi dalla sorpresa, la regina tenta di fuggire, ma i presenti chiedono al re di punirla; in questo modo la donna, vestita di cenci e dimenticata, vive a lungo in un carcere oscuro, dove solo Biancaneve si reca spesso a darle conforto, poiché i buoni non conoscono l'odio.

## Personaggi

### Biancaneve
Biancaneve è il personaggio principale della storia e figliastra della Regina Cattiva. Viene descritta dallo Specchio Magico della Regina Cattiva come la più bella del regno. Sopravvive a diversi tentativi della regina gelosa di assassinarla. Dopo che Biancaneve viene risparmiata dal cacciatore inviato dalla matrigna per assassinarla, si rifugia nella casa dei sette nani. Infine, la Regina Cattiva si traveste da vecchia e inganna Biancaneve facendole mangiare una mela avvelenata, che la fa cadere in un sonno profondo. Biancaneve viene poi rianimata e sposa il principe.

### Sette nani
I Sette Nani sono un gruppo di nani che permette a Biancaneve di vivere con loro.

### La Regina Cattiva
La Regina Cattiva invidia profondamente Biancaneve per il suo aspetto e la sua gelosia la porta a tentare di uccidere Biancaneve in diversi modi. La Regina Cattiva tenta prima di uccidere Biancaneve tramite un cacciatore che ha inviato per assassinarla. La Regina Cattiva decide quindi di uccidere Biancaneve travestendosi da vecchia per guadagnarsi la sua fiducia e poterla poi avvelenare. La Regina Cattiva inizialmente tenta per due volte di sbarazzarsi di Biancaneve: prima con una cintura, e poi con un pettine avvelenato. In questi due tentativi fallisce, e poi dà a Biancaneve una mela avvelenata. Il terzo tentativo della Regina Cattiva di uccidere Biancaneve ha successo: Biancaneve morde la mela avvelenata e muore.

### Il cacciatore
La Regina Cattiva ordina a un cacciatore senza nome di portare Biancaneve nel bosco più profondo per ucciderla. Come prova che Biancaneve è morta, la Regina gli chiede di tornare con i suoi polmoni e il suo fegato. Il cacciatore porta Biancaneve nella foresta, ma la risparmia. Il cacciatore la lascia indietro viva, convinto che la ragazza sarebbe stata mangiata da qualche animale selvatico.
Altri adattamenti mostrano Biancaneve che evita il cacciatore o il cacciatore che non è in grado di uccidere Biancaneve, affermando che la Regina la vuole morta e che deve allontanarsi il più possibile dal regno.
Il cacciatore invece porta alla regina i polmoni e il fegato di un cinghiale, che vengono preparati dal cuoco e mangiati dalla regina.

### Lo specchio magico
Lo Specchio Magico è uno specchio onnisciente e apparentemente senziente che la Regina usa per confermare il suo status di "la più bella del reame".

### Il Re
Il Re è il padre di Biancaneve e un personaggio secondario della storia.

### La Regina
La Regina è la madre di Biancaneve e la moglie del Re che morì dandola alla luce.

### Il Principe
Dopo che Biancaneve è tornata in vita, il principe la sposa, mentre lui e i suoi servi la portano a seppellirla.

## Differenze fra le edizioni
I fratelli Grimm trascrissero la fiaba di Biancaneve così come era raccontata nella tradizione orale in Germania, anche se le influenze di Basile sono notevoli. Dalla prima versione del 1812 alla settima del 1857 i cambiamenti furono però consistenti. Quello principale riguarda la figura della madre: nelle fiabe dei Grimm, dove la madre si mostra invidiosa dei propri figli e manifesta degli istinti infanticidi, essa viene fatta morire e sostituita con una matrigna cattiva. Altri elementi disturbanti che vengono edulcorati riguardano il desiderio cannibale di mangiare la bambina e il desiderio necrofilo del principe.

### 1812

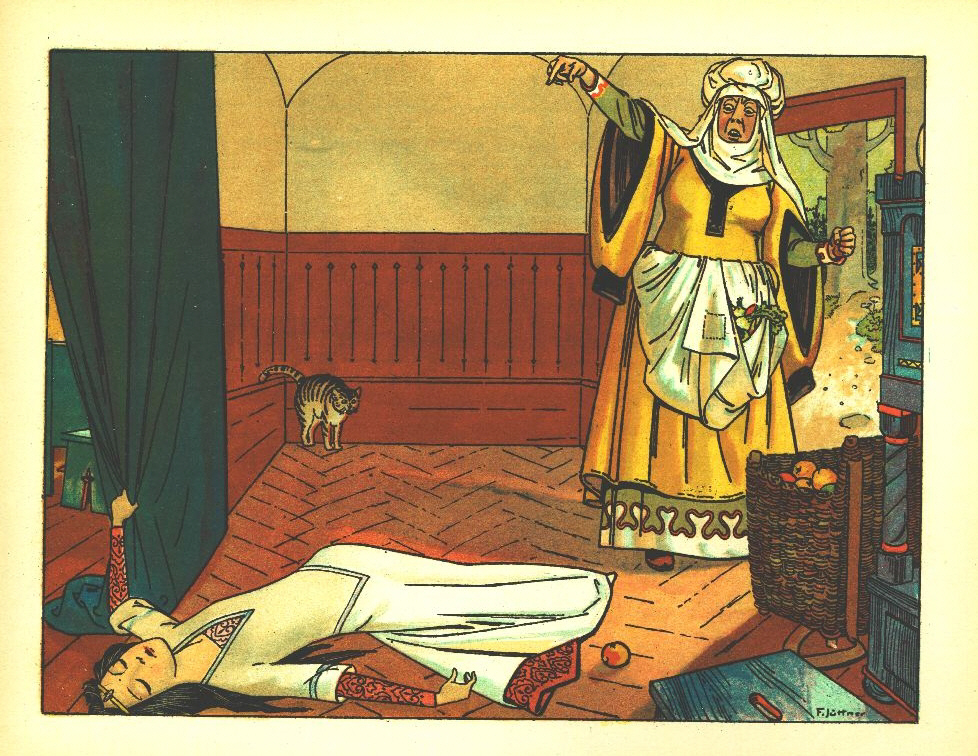
La regina ha avvelenato Biancaneve, di Franz Jüttner.

Nella prima redazione del 1812, la madre di Biancaneve dopo essersi punta un dito sogna di avere una bambina bianca come la neve, nera come l'ebano, rossa come il sangue. Rimane quindi incinta e partorisce una bambina. La mamma non muore, ma diventa gelosa di sua figlia quando Biancaneve compie sette anni, così chiede a un cacciatore di ucciderla e di portarle polmoni e fegato della bambina, per cucinarli con sale e pepe. Biancaneve si rifugia presso i sette nani.
La madre si presenta da Biancaneve camuffata da vecchia merciaia, e regala alla figlia un pettine avvelenato. Il tentativo è sventato dai nani che sfilano il pettine dai capelli della bambina. Al secondo tentativo Biancaneve cade nel tranello: mangia la mela avvelenata e giace a terra come morta. Quando i nani la trovano, pensano che sia troppo bella per seppellirla, così la mettono in una bara di cristallo con inciso il nome della bambina in lettere d'argento, e la tengono in casa "per molto, molto, molto tempo". Il principe, passando di lì, si innamora perdutamente del cadavere e lo chiede in dono ai nani:
I servitori del principe, stanchi di scarrozzare la bara avanti e indietro, un giorno la aprono e se la prendono con il cadavere, tenendolo per le spalle e scuotendolo. In questo modo Biancaneve sputa il pezzo di mela e ritorna in vita:
Quando la madre è invitata alle nozze si reca da sua figlia per cercare ancora di ucciderla, ma la aspetta una terribile vendetta:

### 1819

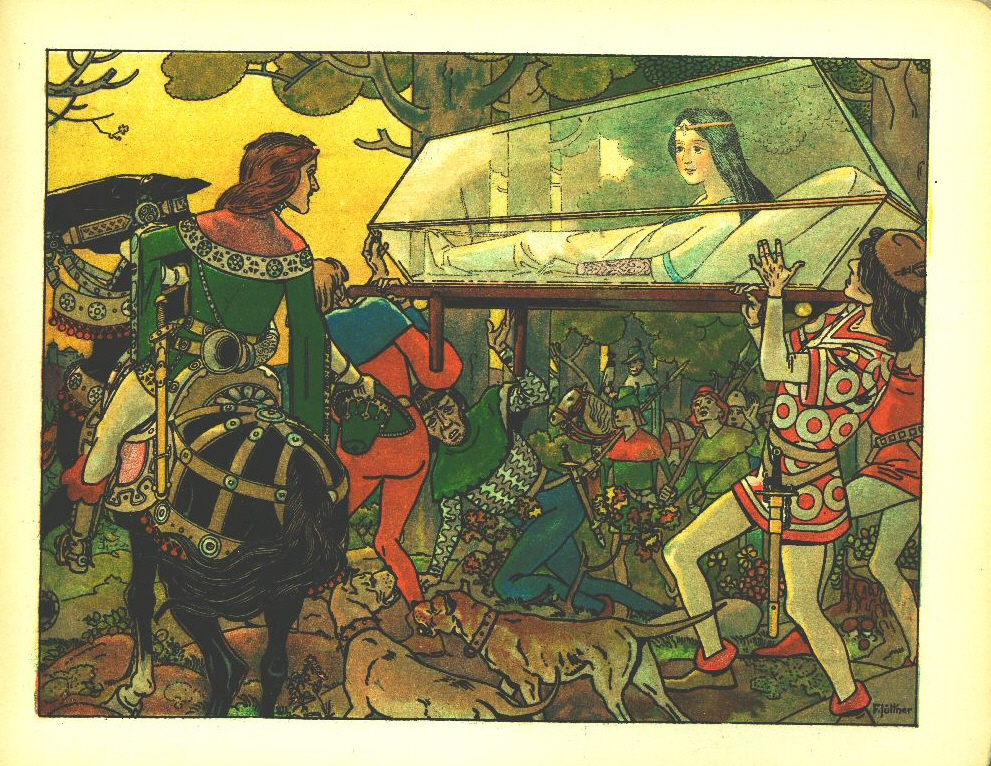
Il principe trova Biancaneve risvegliata, di Franz Jüttner.

In questa versione la regina desidera avere una bambina bianca come la neve, rossa come il sangue e nera come l'ebano. Rimane incinta e partorisce Biancaneve, ma muore durante il parto. Il padre si risposa dopo un anno, con una donna bellissima e invidiosa. Quando Biancaneve compie sette anni, diventa gelosa della sua bellezza e chiede a un cacciatore di ucciderla e di portarle polmoni e fegato - non per mangiarli, ma a prova della sua morte. Il cacciatore uccide un cinghiale e consegna le interiora alla matrigna, che comunque le mangia, credendo che siano di Biancaneve.
Quando la matrigna scopre che Biancaneve è ancora viva, si traveste da venditrice ambulante e la convince a comprare un nastro per capelli, ma entrando in casa la soffoca legandole il nastro in vita e la lascia a terra come morta. Sono i nani che salvano Biancaneve, tagliando il nastro. La matrigna riprova vendendo un pettine avvelenato, di nuovo Biancaneve si lascia convincere a comprarlo e metterlo nei capelli, morendo di nuovo. I nani la salvano ancora, togliendo il pettine dai capelli. Al terzo tentativo, Biancaneve è ormai messa in guardia, ma la finta venditrice di frutta la convince a comprare una mela proponendole di fare a metà - la mela però ha due colori diversi e la matrigna tiene per sé la parte non avvelenata. Così Biancaneve muore per la terza volta.
I nani la vegliano per tre giorni, poi la chiudono in una bara di vetro con inciso il suo nome a lettere d'oro, e portano la bara su una montagna. Passa un principe che se ne innamora e chiede la bara in dono ai nani. I suoi servitori la prendono per portarla al castello ma uno di loro inciampa e fa rovesciare la bara, così Biancaneve sputa il pezzo di mela e torna in vita. Il principe le chiede allora di sposarlo. La regina matrigna non ha pace finché non può presentarsi alle nozze della figliastra, ma recandosi al ballo è costretta a indossare un paio di scarpe roventi e a ballare senza fermarsi, finché cade in terra morta.

### 1857
Nella settima e ultima versione, la madre di Biancaneve dopo essersi punta un dito sogna di avere un bambino (non una bambina) bianco come la neve, nero come l'ebano, rosso come il sangue. Rimane quindi incinta e partorisce una bambina, che chiama Biancaneve.

## Origini

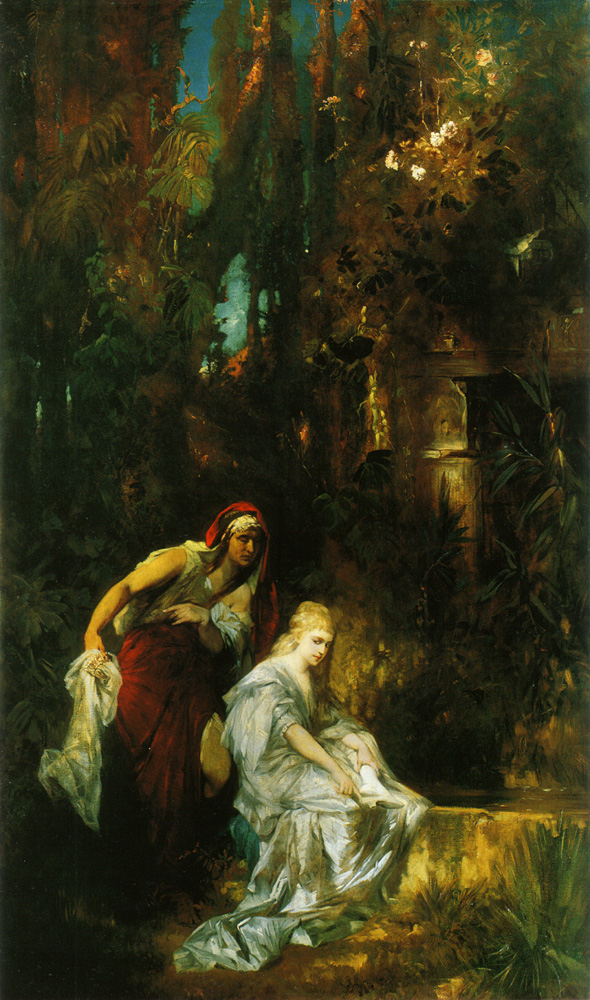
Biancaneve riceve il pettine avvelenato (1872). Dipinto a olio di Hans Makart.

Il tema della fiaba Biancaneve si caratterizza per la sua plasticità, derivante da una lunga tradizione multiculturale, sia orale sia scritta. Quando i fratelli Grimm pubblicarono la prima edizione nel 1812, esistevano già diverse versioni tedesche della fiaba. La più antica pubblicata è Richilde, più vicina al genere della leggenda che a quello fiabesco, inclusa da Johann Karl August Musäus nel primo volume di Volksmärchen del 1782. Si tratta di una novella satirica narrata dal punto di vista della matrigna Richilde. La seconda, anch'essa intitolata Schneewittchen, fu pubblicata da Albert Ludwig Grimm nel 1809 in Des Knaben Wunderhorn; è una versione drammatizzata in cui i nani risiedono su una montagna di cristallo.
Tra le fonti della versione dei Grimm si ipotizzano i racconti di Marie Hassenpflug, nonché influssi di Ferdinand Siebert e di Albert Ludwig Grimm (autore della variante del 1809). L’incipit con le gocce di sangue della madre richiama il motivo presente nella fiaba Il ginepro, trascritta dal pittore Philipp Otto Runge. I Grimm raccolsero almeno otto varianti della fiaba, da loro considerata tra le più diffuse in Assia, notando che persino in questa regione, in cui prevale soprattutto l’alto tedesco, si è conservato il nome basso tedesco Sneewitchen, talvolta alterato in Schliwitchen. Da queste storie ricavarono e combinarono diversi elementi, abbreviandoli in parte per giungere alla versione definitiva.
Nelle note di comparazione della fiaba, i Grimm menzionano alcune delle varianti inedite. In una, la regina si punge sbucciando una mela durante una corsa in slitta con il re. In un’altra, vi sono un conte e una contessa; qui è il padre a desiderare una figlia bianca come la neve, rossa come il sangue e dai capelli neri come i corvi, dopo essere passato accanto a tre cumuli di neve, tre fosse di sangue e tre corvi neri. Poco dopo incontrano una giovane con quei tratti, che viene accolta dal conte ma odiata dalla contessa, la quale pensa solo a come liberarsene. Con il pretesto di recuperare un guanto caduto la lascia sola nel bosco, dove la fanciulla trova rifugio presso i nani. In una terza storia, l'unica variazione è che la regina conduce Biancaneve nella foresta e la invita a cogliere un mazzo di rose; nel frattempo riparte abbandonandola.
In una quarta, dopo la morte di Biancaneve, i nani decidono di bruciarla, avvolgendola in un lenzuolo e appendendola sopra una catasta di legna. Poco prima che venga acceso il fuoco giunge il principe, che la fa calare e la porta con sé: il movimento della carrozza fa uscire dalla sua gola il pezzo di mela avvelenata e la riporta in vita. In una quinta storia, un re rimasto vedovo ha una figlia chiamata Biancaneve e prende in moglie una donna che gli dà tre figlie. La matrigna, invidiosa della bellezza della figliastra, la conduce presso una grotta abitata da sette nani che uccidono ogni fanciulla che vi entri. Ma i nani, colpiti dalla sua bellezza, la risparmiano a condizione che si occupi della loro casa. Biancaneve possiede un cane di nome “Specchio”, rimasto al castello e interrogato dalla regina su chi sia la più bella. Il cane risponde che Biancaneve è più bella della regina e delle sue tre figlie. Da qui in poi la storia prosegue similmente alla prima edizione.
Una versione viennese racconta invece di tre sorelle, tra cui Biancaneve è la più giovane e la più bella. Le sorelle invidiose la mandano via con un pezzo di pane e un orcio d’acqua. La fanciulla arriva alla montagna di vetro, dove trova rifugio presso i nani. Quando le sorelle interrogano lo specchio, ottengono in risposta che la più bella vive con i nani. Anche qui l’invidia conduce al tentativo di avvelenarla.
Secondo la studiosa Christine Shojaei Kawan, la fiaba si articola in due sezioni principali, ciascuna conclusa da un cambiamento di luogo e di condizione di vita della protagonista. Talvolta manca la prima parte, relativa al concepimento miracoloso, oppure si aggiunge un terzo segmento, incentrato sulle persecuzioni della puerpera o sull’accusa di aver dato alla luce animali. Il tema dominante resta comunque la straordinaria bellezza di Biancaneve. La diffusione del racconto è attestata in tutta Europa, incluse le aree celtiche insulari, ma anche in Africa, nel mondo arabo, nel Caucaso e in Turchia; sporadicamente compare presso gli Jakuti e i Mongoli. Pur non convincendo pienamente, le ipotesi di derivazione dall’antichità attestano l’ampia circolazione di singoli motivi, rintracciabili anche nel Cimbelino di Shakespeare o nella fiaba La schiavottella di Giambattista Basile. Il motivo della veglia funebre presso l’amata è attestato inoltre nelle leggende di re Harald Bellachioma, in quelle su Carlo Magno e la moglie Fastrada, nonché nel lai Eliduc di Maria di Francia.

## Varianti

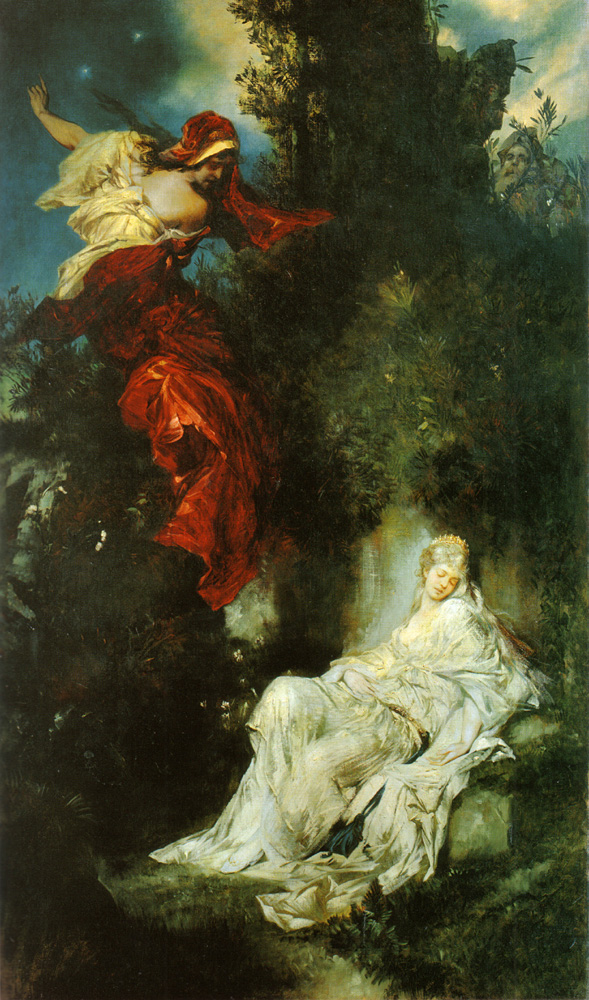
La fuga della regina, nel dipinto Biancaneve addormentata (1872) di Hans Makart.

Le principali ricerche dedicate alle varianti tradizionali di Biancaneve sono quelle di Ernst Böklen, con il volume Schneewittchen-Studien (1910), che ripropone cinquanta versioni della fiaba, e gli studi di Steven Swann Jones.
Tradizioni orali sono documentabili sin dall'antichità in quasi tutti i popoli europei. I “sette nani” derivano dalla variante assiana; in altre versioni compaiono invece sette briganti, draghi o giganti. La fiaba è particolarmente diffusa in Italia, dove le gocce di sangue cadono su marmo o su formaggio.
Il motivo dell’infanticidio ordinato con la richiesta di presentare come prova gli organi del bambino, compare anche nella fiaba Sole, Luna e Talia: il cuoco uccide un animale invece dei due gemelli della rivale, come richiestogli dalla regina gelosa; motivo ripreso anche da Charles Perrault per La bella addormentata nel bosco.
Dal punto di vista poetico e tematico, alcune varianti risultano particolarmente significative: il racconto greco Myrsina nella raccolta di Georgios A. Megas, l’italiana Bella Venezia edita da Italo Calvino, la scozzese Gold-Tree and Silver-Tree narrata da Joseph Jacobs, l’armena Nourie Hadig raccolta da Susie Hoogasian-Villa e le russe Storia della principessa morta e dei sette cavalieri di Puškin e Lo specchio magico nella collezione di Afanas’ev. Anche il poema malese Syair Bidasari è stato spesso paragonato per le sue tematiche a Biancaneve e La bella addormentata. Inoltre, nel 1845 Ludwig Bechstein pubblicò una variante simile alla versione dei Grimm nel suo Deutsches Märchenbuch, con il titolo Schneeweißchen.
Una commistione di motivi di Biancaneve, I sette corvi e I cigni selvatici di Andersen si riscontra nel racconto norvegese Le dodici anatre selvatiche di Asbjørnsen e Moe. Temi analoghi compaiono anche nel Pentamerone di Basile (La schiavottella, Il corvo, I tre cedri) e nelle Volksmärchen aus Pommern und Rügen di Ulrich Jahn.

## Possibili fonti di ispirazione nella realtà

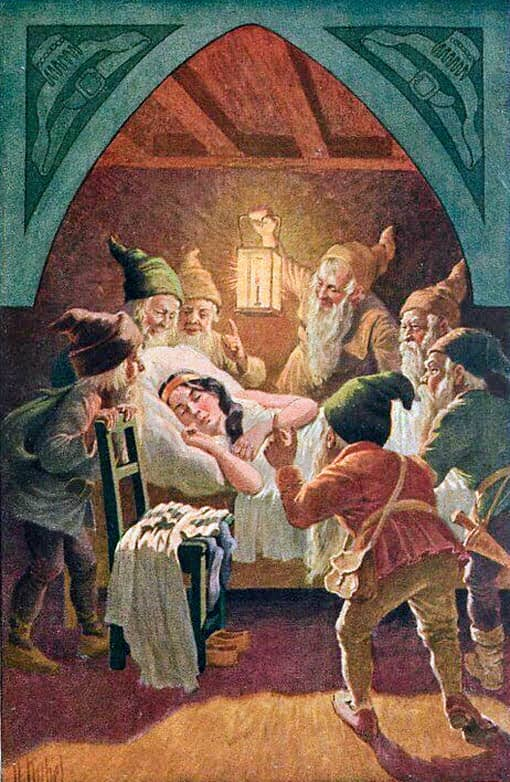
Illustrazione di Otto Kubel.

Come per altre fiabe, ad esempio Barbablù, la storia di Biancaneve potrebbe essere ispirata a fatti realmente accaduti; diversi ricercatori hanno cercato di mettersi sulle tracce della "vera" Biancaneve, la cui storia, tramandata oralmente e arricchita di elementi fiabeschi dalla fantasia popolare, sarebbe poi giunta ai fratelli Grimm.
Nel 1986, ad esempio, il ricercatore Karl-Heinz Barthels rese pubblica la sua tesi secondo la quale Biancaneve sarebbe stata in realtà Maria Sophia Margaretha Catharina von Erthal, nata a Lohr nel 1725 e figlia di un importante magistrato e rappresentante del Principe Elettore tedesco. La nobile aveva perso la madre in età giovanile e suo padre si era risposato con Claudia Elisabeth von Reichenstein, che aveva usato la sua nuova posizione sociale per favorire i suoi figli di primo letto, a scapito della von Erthal. Questa sarebbe stata addirittura costretta a lasciare il palazzo per vivere nei boschi lì attorno; nella zona, peraltro, erano presenti molte miniere, nelle quali, data la ristrettezza dei cunicoli, lavoravano persone di statura molto bassa o addirittura bambini: da questo elemento sarebbero derivati i sette nani. La ragazza morì di vaiolo pochi anni dopo; probabilmente l'avversione dei suoi concittadini per la matrigna inasprì la figura di quest'ultima a vantaggio di Maria Sophia, dipinta come una martire; la sua storia venne tramandata oralmente in forme simili a quella poi raccolta dai Grimm, che attualmente conosciamo. Il castello dei von Erthal è tuttora un'attrazione turistica, e ai visitatori viene mostrato il cosiddetto "specchio parlante", che il padre di Maria Sophia avrebbe regalato alla matrigna: si tratta di un giocattolo acustico in voga nel ‘700, in grado di registrare e riprodurre le frasi pronunciate da chi si specchiava. Esso sarebbe alla base dello “Specchio Magico” della matrigna.
Un'altra teoria, pubblicata dallo storico Eckhard Sander nel 1994, vedrebbe invece la Biancaneve originale in Margaretha von Waldeck, nata a Bruxelles nel 1533: la ragazza sarebbe stata l'amore giovanile di Filippo II di Spagna, ma fu tolta di mezzo a ventuno anni dalla polizia segreta del re, che vedeva nella loro unione un possibile impedimento ai matrimoni combinati delle case regnanti. Margaretha fu uccisa con del veleno. Anche in questo caso sembrano esserci numerose corrispondenze tra fiaba e realtà: a parte la vicenda della donna (anche lei orfana di madre in giovane età e affidata a una matrigna), suo padre, il conte Filippo IV di Waldeck, gestiva nella zona di Bruxelles diverse miniere, dando vita alla figura dei nani come nella teoria di Barthels. A questi elementi si aggiungerebbe anche la figura dello Stregone dei Meli, una sorta di "Uomo Nero" del folklore locale, la cui presenza viene utilizzata per suggestionare i bambini e spingerli a non rubare dai frutteti altrui: lo Stregone sarebbe infatti in grado di avvelenare le mele per causare nei bambini-ladruncoli lancinanti dolori di gola e di stomaco. La sovrapposizione delle credenze locali con la storia di Margaretha avrebbe dato vita alla storia di Biancaneve.
Secondo un'altra tesi, sostenuta dal professore trevigiano Giuliano Palmieri, la fiaba di Biancaneve potrebbe essere originaria delle dolomiti della Provincia di Belluno, e provenire dalle valli del Cordevole.

L'ipotesi di una derivazione italiana della fiaba di Biancaneve avanzata dal professor Palmieri ha suscitato clamore anche presso la stampa estera, al punto che il giornale Independent vi dedicò un articolo. Giambattista Basile scrisse e raccontò le sue fiabe ben prima di Charles Perrault e dei Fratelli Grimm, quindi è evidente l'ispirazione italiana se si comparano e confrontano alcuni aspetti comuni a tante fiabe degli scrittori a lui successivi e posteri. La diffusione fu facilitata perché lo stesso Basile era feudatario e frequentava persone della corte regia napoletana, che poi viaggiando tra le varie corti o per legami di parentela, portavano le sue fiabe oltre le Alpi (a tal proposito si veda la famiglia «Corvi di Sulmona» strettamente imparentata con i «Tabassi», questi imparentati con la Casata degli «Hohenzollern»). La tesi di Giuliano Palmieri si potrebbe riconnettere a questi fatti, perché le fiabe di Giambattista Basile si erano diffuse anche in ambiente veneto durante il periodo in cui lo scrittore rendeva servizio come soldato mercenario per la Repubblica di Venezia e poi all'estero. Il capolavoro Lo cunto de li cunti, pubblicato postumo in epoca barocca, contiene fiabe ispirate da personaggi italiani realmente esistiti, come il caso de' Lo cuorvo ("Il corvo"). Questa fiaba racconta di un Re, titolo nobiliare usato per facilitare la comprensione ai bambini e far comprendere che si tratta di uno che comanda, che un giorno vede un corvo morto nella neve, e il contrasto del sangue rosso sul bianco lo colpisce tanto da non desiderare altro che una sposa dalla pelle bianca e le guance rosse. Queste è una delle prime ispirazioni per Biancaneve, che verrà poi ripresa anche nelle favole successive dei Grimm. Il personaggio di Biancaneve sembra essere ispirato alla Marchesa Giovanna Zazzera (a volte scritto Zazzara), di famiglia di origine veneziana, luogo dove si usava tingersi il viso di bianco e le guance di rosso e dove la famiglia usava un'arma o stemma «d’argento, alla fascia di rosso» (cioè una fascia rossa su fondo bianco). Lo stemma era ispirato da una situazione di guerra, dove Pietro Zorzi (talvolta Ser Pippo Zorzi), che era capostipite della famiglia Zazzera, durante la conquista di Curzola, espose uno straccio di lino bianco macchiato del suo sangue, come se fosse un vessillo: si trattava di uno stemma bianco con una fascia rossa, così come era desiderio (del Re nella favola Il Corvo di Basile) avere una moglie dalle guance rosse e la pelle bianca come la neve che gli ricordasse il sangue del corvo morto nella neve bianca. La marchesa Giovanna Zazzera si sarebbe poi sposata più volte con esponenti della famiglia Corvi di Sulmona, ispirando così a Giambattista Basile la favola Il corvo e l'idea del matrimonio con quel Re che diventerà in tante fiabe poi identificato con il Principe Azzurro. Infatti, la famiglia Corvi è ricordata anche da una leggenda che narra di una venerazione e amore per i corvi, che sono appunto neri come il colore corvino dei capelli di Biancaneve al quale fa riferimento il cognome Zazzera. Successivamente, l'idea di Biancaneve presa da Giambattista Basile è stata sovrapposta e modificata con racconti e situazioni locali, assumendo molteplici varianti. Biancaneve sarebbe stata ispirata da questa visione di questo corvo nero (come i capelli nero corvino di Biancaneve), nella neve bianca (come la pelle che doveva avere la moglie del Re di Basile, e come era bianco il drappo di Pietro Zorzi), con le guance rosse (che ricordavano il sangue del corvo, così come del drappo di Pietro Zorzi). Naturalmente non è da dimenticare che il luogo di Sulmona non è casuale, se si pensa alla Chione di Publio Ovidio Nasone.
Lo studioso Graham Anderson paragona la fiaba alla leggenda romana di Chione, o "Neve", registrata nelle Metamorfosi di Ovidio. Quindi ancora una volta le origini sono fissate in Italia, sempre nella città natale di Publio Ovidio Nasone, che avrebbe quindi ispirato poi Giambattista Basile insieme al matrimonio della Marchesa Giovanna Zazzera con la famiglia Corvi, per dare vita al personaggio.
Tuttavia queste teorie sono spesso state confutate e considerate poco plausibli da diversi storici e folcloristi.

## Edizioni italiane
In Italia la fiaba è apparsa per la prima volta nel 1883, in un volumetto illustrato della serie Biblioteca dell'Infanzia di Antonio Vallardi Editore, che includeva anche altre fiabe inedite dei Grimm. Nel 1897 venne pubblicata all'interno della raccolta Cinquanta novelle con il titolo Nevolina, nella traduzione di Fanny Vanzi Mussini. È stata anche tradotta nei primi anni 1930 da Antonio Gramsci con il titolo Nevina, ma pubblicata solo nel 1980 nel volume Favole di libertà.

## Adattamenti

### Musica
- Schneewittchen (1851) canzone di Theodor Storm,[63] musicata da Rudolf Ewald Zingel nel 1908[64] e successivamente da Armin Knab.[65]
- Schneewittchen (1874) composizione musicale per coro femminile di Carl Reinecke.[66]
- Biancaneve nella jungla è un album, di genere opera pop-rock, cantata dal coro degli Omelet, prodotto e certificato rispettivamente da Miki Del Prete e Adriano Celentano.

### Opera lirica
- Biancaneve o il perfido candore, opera da camera (1993), libretto e musica di Fabrizio De Rossi Re.[67]
- Schneewittchen (1998) opera da camera dal dramma di Robert Walser su musiche di Heinz Holliger.
- Blanche-Neige (2011) opera per famiglie di Marius Felix Lange.[68]

### Balletto
- Biancaneve (1940) balletto su musiche di Riccardo Zandonai.
- Blancanieves (2005) balletto su musiche di Emilio Aragón.[69]
- Blanche Neige (2008) balletto di Angelin Preljocaj.

### Teatro
- Schneewittchen (1888), opera teatrale con musiche di Engelbert Humperdinck e libretto di Adelheid Wette.
- Snow White and the Seven Dwarfs (1912) di Jessie Braham.
- Snövit (1950) di Astrid Lindgren.
- Snow White and the Seven Dwarfs (1969) di Frank Churchill, Larry Morey, Jay Blackton e Joe Cook. Adattamento musical del film Disney del 1937.

### Cinema

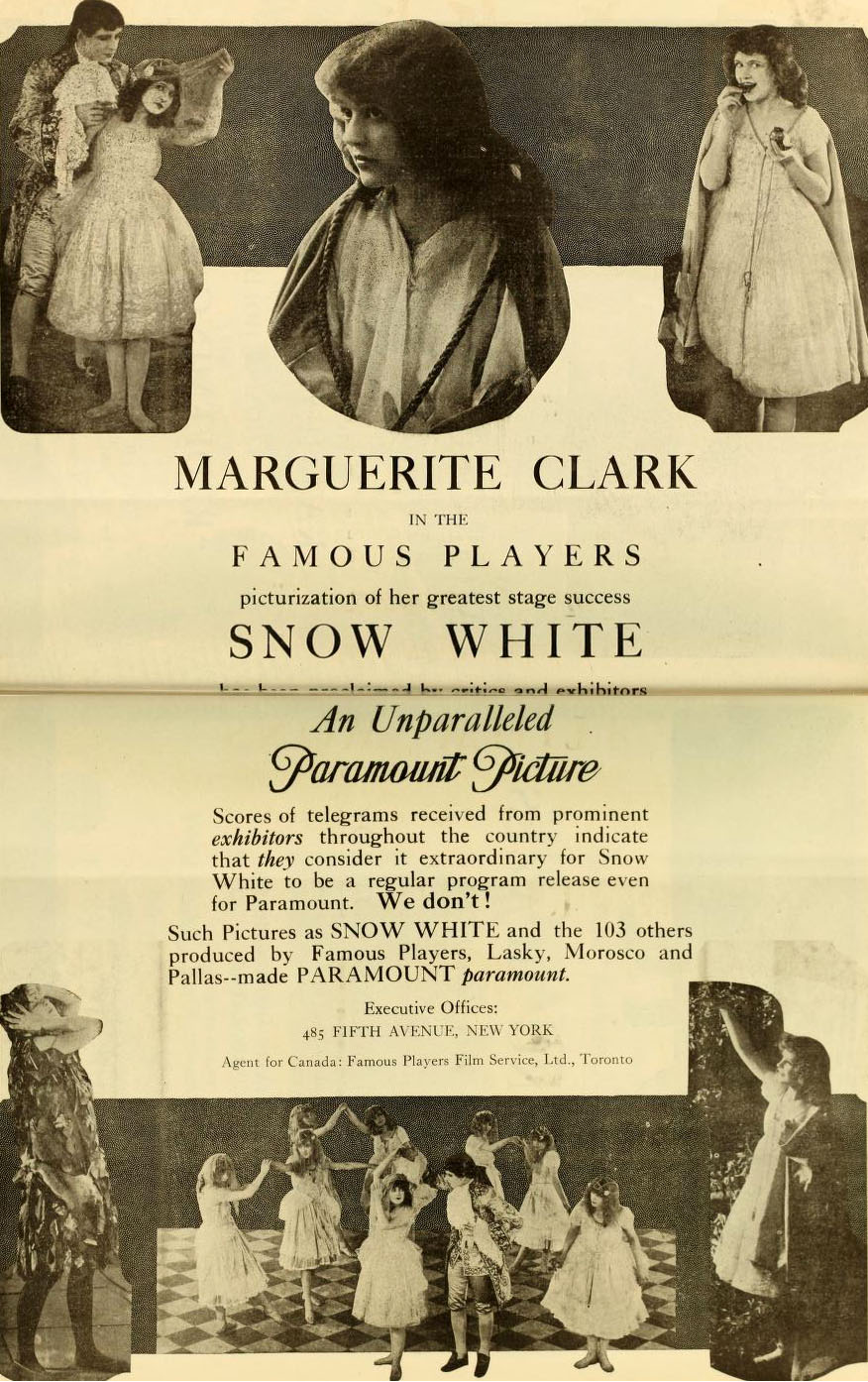
Locandina cinematografica di Snow White (1916)

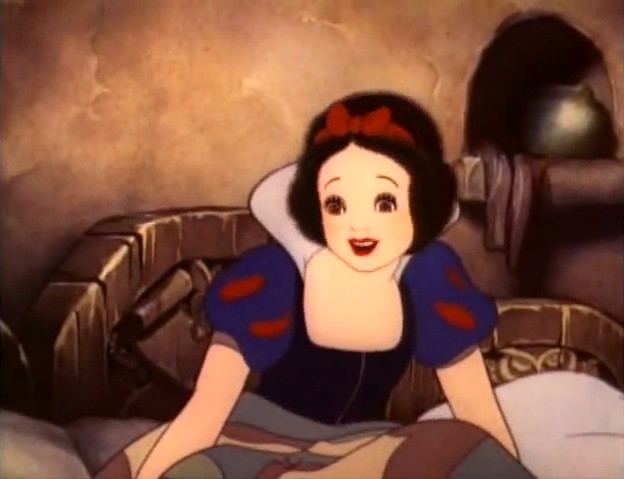
Biancaneve nella versione Disney.

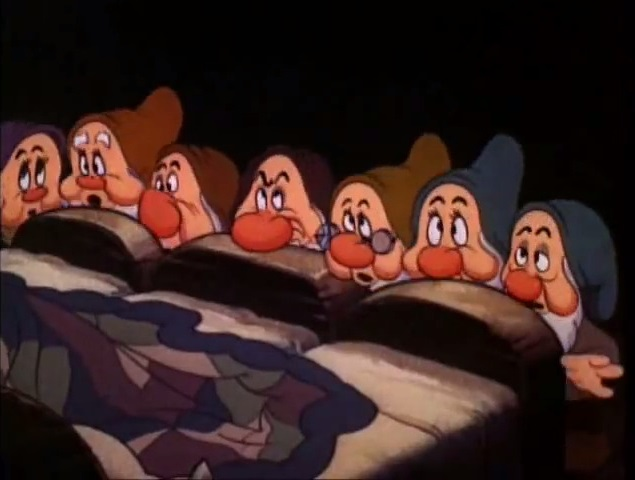
I sette nani nella versione Disney.

- Snow White (1902), film muto perduto prodotto da Siegmund Lubin, primo adattamento cinematografico della fiaba.
- Snow White (1916), film muto diretto da James Searle Dawley tratto dall'opera di Braham.
- Snow White (1916), film muto diretto da Charles Weston.
- Snow White (1917), cortometraggio muto con Elsie Albert.
- Snow-White, della serie animata Betty Boop (1933) diretto da Dave Fleischer e Roland Crandall.
- Biancaneve e i sette nani (Snow White and the Seven Dwarfs) (1937), film d'animazione prodotto da Walt Disney Productions, generalmente considerato il più celebre adattamento della fiaba.[3][4] È il primo lungometraggio d'animazione tradizionale e il primo Classico Disney.
- Schneewittchen und die sieben Zwerge (1939), film tedesco di Heinz Wolff.
- Coal Black and de Sebben Dwarfs (1943) di Bob Clampett. È una parodia della fiaba (con riferimento alla versione Disney), ritirata dal mercato con l'accusa di razzismo.
- Biancaneve (Skazka o mortvoy tsarevne i o semi bogatyryakh) (1951), mediometraggio sovietico della Sojuzmul'tfil'm, tratto da una variante russa della fiaba scritta da Aleksandr Sergeevič Puškin.
- I sette nani alla riscossa (1951), film italiano diretto da Paolo William Tamburella con Ave Ninchi e Rossana Podestà.
- Lumikki ja 7 jätkää (1953), commedia musicale finlandese di Ville Salminen, liberamente basata sulla fiaba.
- Schneewittchen und die 7 Zwerge (1955), film tedesco diretto da Erich Kobler.
- Snow White and the Seven Fellows (1955), film di Hong Kong.
- Biancaneve e i tre compari (Snow White and the Three Stooges) (1961), film statunitense diretto da Walter Lang.
- Schneewittchen (1961), film della Germania dell'Est diretto da Gottfried Kolditz e prodotto dalla DEFA.
- Divagazioni erotiche (Grimms Märchen von lüsternen Pärchen) (1969), film erotico-parodistico tedesco del regista Rolf Thiele, con Gaby Fuchs.
- La meravigliosa favola di Biancaneve (Pamuk Prenses ve 7 cüceler) (1970), film turco di Ertem Göreç con Zeynep Degirmencioglu e Suna Selen.
- La principessa sul pisello (1976), film italiano diretto da Piero Regnoli.
- Il Signor Rossi cerca la felicità (1976) di Bruno Bozzetto, parodia animata di una parte della fiaba (anche qui il riferimento è la versione Disney).
- Biancaneve & Co. (1982), film parodistico-erotico di Mario Bianchi con Michela Miti.
- Biancaneve (Snow White) (1987), film di Michael Berz con Diana Rigg, Billy Barty, Nicola Stapleton e Sarah Patterson.
- Biancaneve - E vissero felici e contenti (Happily Ever After: Snow White’s Greatest Adventure) (1989), film d'animazione di John Howley prodotto dalla Filmation, è un seguito della fiaba dei fratelli Grimm.
- Biancaneve (Snow White) (1990), cortometraggio d'animazione direct-to-video dell'American Film Investment Corporation.
- The Magic Riddle (Fantasia Magica) (1992) film d'animazione di Yoram Gross, parzialmente ispirato alla fiaba.
- Biancaneve (Snow White) (1994), film d'animazione direct-to-video della Golden Films.
- Snow White and the Magic Mirror (1994), mediometraggio d'animazione direct-to-video.
- Biancaneve (Snow White) (1995) film d'animazione direct-to-video diretto da Toshiyuki Hiruma.
- Biancaneve e i sette nani (1995), film pornografico italiano diretto da Franco Lo Cascio, con Julia Larot e Sean Michaels.
- Biancaneve nella foresta nera (Snow White: A Tale of Terror) (1997), film statunitense di Michael Cohn con Sigourney Weaver, Sam Neill, Taryn Davis e Monica Keena.
- Biancaneve... dieci anni dopo (1999), film pornografico italiano diretto da Franco Lo Cascio (aka Luca Damiano), con Kelly Trump e Nikki Andersson.
- Branca de Neve (2000), film portoghese diretto da João César Monteiro.
- 7 Zwerge - Männer Allein im Wald (2004), film tedesco diretto da Sven Unterwaldt jr., con Nina Hagen.
- 7 Zwerge - Der Wald ist nicht Genug (2006), film tedesco diretto da Sven Unterwaldt jr., con Nina Hagen.
- Blanche-Neige, la suite (2007) commedia animata per adulti franco-belgo-britannica diretta da Picha.
- Shrek terzo (Shrek the Third) (2007), film d'animazione della serie cinematografica Shrek, in cui compare Biancaneve.
- Sydney White - Biancaneve al college (2007), film diretto da Joe Nussbaum, che rilegge la fiaba in chiave moderna e adolescenziale.
- Biancaneve e gli 007 nani (Happily N'Ever After 2) (2009), film d'animazione di Steven E. Gordon e Boyd Kirkland. Nel doppiaggio italiano, le voci dei personaggi principali sono state affidate ad Antonella Clerici, Jerry Calà, Laura Boccanera, Fabrizio Pucci e Davide Lepore.
- Grimm's Snow White (2012), film prodotto da The Asylum diretto da Rachel Lee Goldenberg con Jane March ed Eliza Bennett.
- Biancaneve (Mirror Mirror) (2012), regia di Tarsem Singh con Lily Collins e Julia Roberts.
- Biancaneve e il cacciatore (Snow White and the Huntsman) (2012), regia di Rupert Sanders con Kristen Stewart e Charlize Theron.
- Blancanieves (2012), film muto spagnolo diretto da Pablo Berger.
- Snow White: A Deadly Summer (2012), film horror di David DeCoteau.
- I 7 nani (Der 7bte Zwerg) (2014), film d'animazione tedesco in cui appaiono diversi personaggi della fiaba.
- Il cacciatore e la regina di ghiaccio (The Huntsman: Winter's War) (2016) sequel di Biancaneve e il cacciatore, diretto da Cedric Nicolas-Troyan.
- C'era una volta il Principe Azzurro (Charming) (2018), film d'animazione di Ross Venokur in cui compare Biancaneve.
- Bianca come la neve (Blanche comme neige) (2019) di Anne Fontaine.
- Scarpette rosse e i sette nani (Red Shoes and the Seven Dwarfs) (2019), regia di Sung-ho Hong.
- The Death of Snow White (2025), regia di Jason Brooks, film horror basato sulla favola dei Fratelli Grimm con Sanae Loutsis e Chelsea Edmundson nei ruoli di Biancaneve e della Regina Cattiva.
- Biancaneve (Snow White) (2025), regia di Marc Webb con Rachel Zegler e Gal Gadot. Remake del classico Disney del 1937.

### Televisione
- Schneewittchen (1959), film per la TV tedesco diretto da Fritz Genschow.
- Buon Natale Biancaneve (A Snow White Christmas) (1980), speciale natalizio della Filmation diretto da Kay Wright e incentrato sull'omonima figlia di Biancaneve.
- Biancaneve e i Sette Nani (1984), episodio della serie televisiva statunitense Nel regno delle fiabe (Shelley Duvall’s Faerie Tale Theatre), diretto da Peter Medak con Vanessa Redgrave ed Elizabeth McGovern.
- C'era una volta Biancaneve (Sněhurka a sedm trpasliku) (1992), film per la TV cecoslovacco di Ludvík Ráža con Natalie Minko, Alessandro Gassmann e Gudrun Landgrebe.
- La leggenda di Biancaneve (Shirayuki Hime no densetsu) (1994) è una serie d'animazione italo-giapponese di 52 episodi prodotta da Tatsunoko e Mondo TV.
- Snow White (1996), episodio della serie animata Happily Ever After: Fairy Tales for Every Child della HBO Animation, con le voci originali di Buffy Sainte-Marie, Graham Greene e Robert Guillaume.
- Biancaneve e i sette nani (1997), speciale della serie animata britannica Lupi, streghe e giganti (Wolves, Witches and Giants) (1995-99).
- La vera storia di Biancaneve (Snow White: The Fairest of Them All) (2001), film per la TV statunitense della regista Caroline Thompson con Kristin Kreuk e Miranda Richardson.
- Biancaneve, il Principe Azzurro, la Matrigna e molti altri personaggi della fiaba, sono tra i protagonisti della serie TV C'era una volta (Once Upon a Time) (2011-2018). I primi tre sono interpretati rispettivamente da Ginnifer Goodwin, Josh Dallas e Lana Parrilla.
- Ever After High (2013-2017) serie animata basata sull'omonima linea di bambole, in cui le protagoniste Raven Queen e Apple White sono rispettivamente le figlie della Regina Cattiva e di Biancaneve. Inoltre le madri delle protagoniste appaiono nello speciale Ever After High - Dragon Games.
- Lo strano Natale di Bianca Snow (A Snow White Christmas) (2018) film televisivo di Kristin Fairweather.

### Video musicali
- Il cortometraggio Tristana (1987) della cantautrice francese Mylène Farmer mostra la storia di Biancaneve, interpretata dalla stessa artista, ambientata nel periodo della Rivoluzione russa. Tuttavia nel videoclip la protagonista non si salverà, al contrario della versione originale.
- Il video della canzone Sonne dei Rammstein mostra in modo parodistico i membri della band come dei nani che lavorano in una miniera per procurare oro a Biancaneve (dipendente da sniffare quest'ultimo) spinti dall'attrazione sessuale nei suoi confronti.
- il video della canzone Va Va Voom del 2012 vede Nicki Minaj in una parodia della fiaba.

### Diapositive stereoscopiche
- Una versione della fiaba di Biancaneve è stata realizzata nel 1955 dalla View-Master di Portland per un set di dischetti 3-D, con la tecnica dei diorami.

### Fumetti

#### Disney
Il 12 dicembre 1937 esordisce, sui quotidiani statunitensi, la riduzione a fumetti del film Biancaneve e i sette nani: i testi erano di Merrill De Maris, uno degli autori che lavorò sul film, e i disegni di Hank Porter. Si tratta di tavole domenicali a colori facenti parte della serie Sinfonie allegre. L'adattamento a fumetti introduce il nome proprio della regina (Grimhilde, in Italia Grimilde), che nel lungometraggio animato viene chiamata semplicemente "the evil queen" ("la regina cattiva"), e presenta delle scene aggiuntive rispetto al lungometraggio, in particolare la prigionia e la successiva fuga del principe dai sotterranei della regina. Si trattava di scene presenti nella sceneggiatura originaria ma tagliate dal lungometraggio per abbreviarne la durata. La storia si conclude con la tavola domenicale del 24 aprile 1938, venendo sostituita dalla settimana successiva dall'adattamento di un cortometraggio dei tre porcellini (Jimmy porcellino inventore).
Negli anni successivi furono prodotte, sia negli Stati Uniti sia in Italia, nuove storie a fumetti con i personaggi del lungometraggio animato. La prima di queste storie fu Biancaneve e il mago Basilisco (1939), seguito del film in cui viene introdotto il mago Basilico, inquietante cattivo che rapisce Glauco, il figlio di Biancaneve, per farne il suo erede, ma finirà ucciso dai Sette Nani. La seconda fu I Sette Nani cattivi contro i Sette Nani buoni (1939-1940), in cui furono introdotti i sette nani cattivi, i quali rapiscono Cucciolo chiedendo come riscatto la miniera dei Nani Buoni. Entrambe queste storie erano di produzione italiana, furono sceneggiate da Federico Pedrocchi e disegnate da Nino Pagot, e furono pubblicate a puntate sul settimanale Paperino e altre avventure dal numero 72 dell'11 maggio 1939 al numero 121 del 18 aprile 1940.
Per rivedere uno dei nani, Cucciolo, ci vorrà il 1949, sulle pagine di Topolino, e per la precisione ne L'inferno di Topolino (dove la Fata Turchina, nei panni di Beatrice, viene chiamata "Biancaneve"), di Guido Martina e Angelo Bioletto. Ed è proprio Martina che rilancia Biancaneve e il suo microcosmo nel 1953, quando nella scuderia Arnoldo Mondadori Editore viene assunto il giovane Romano Scarpa, che prima di essere assunto in via definitiva viene messo alla prova proprio sui difficili personaggi del film. La storia di cui si sta parlando è Biancaneve e Verde Fiamma: sceneggiata, come molte altre, dal solito Guido Martina, ci consegna uno Scarpa dal tratto fortemente influenzato dallo stile che la Disney, in quegli anni, sta proponendo con i suoi film animati.
Da allora in poi vengono prodotte, quasi ininterrottamente fino agli anni novanta, storie sui personaggi del film, spesso abbinandole alle feste di fine anno, come da tradizione consolidata sin dalla prima storia di Martina e Scarpa. Tra gli altri disegnatori che hanno lavorato su questa saga, non si possono non citare i maestri Disney Giovan Battista Carpi, Luciano Bottaro, Luciano Gatto. Quest'ultimo è anche il disegnatore delle ultime storie edite su Topolino (storie recenti, infatti, sono apparse sulla pubblicazione Principesse Disney), soprattutto su testi del bravo Fabio Michelini: sono loro a produrre le storie più belle con questi personaggi e a riproporre i sette nani cattivi nella storia I sette nani e il patto della regina. Infine, è loro l'ultima storia apparsa su Topolino: la romantica Brontolo e Briciola, sul numero 2090 del 19 dicembre del 1995, e l'ultima storia lunga: I sette nani e la regina della neve, pubblicata su Minni & Company numero 55 del dicembre 1997.

#### Segi- Edifumetto (Italia)
- Nel 1972 Renzo Barbieri e Rubino Ventura, crearono un fumetto italiano ispirato alla favola omonima dei fratelli Grimm e, in parte, al celebre Classico Disney. L'opera, pubblicata dalla Segi- Edifumetto, fu una rivisitazione in chiave erotica del personaggio di Biancaneve, ( una rivoluzione radicale del personaggio e delle sue prerogative insite nelle fiabe per bambini) nonostante lo stupore e lo scandalo che provocò nella società dell'epoca (sequestri, processi, intimidazioni, ma anche una grande attenzione sui media nazionali e una vasta eco nel mondo culturale) ebbe un grande successo di critica e di vendite, ( un fenomeno editoriale che ebbe anche varie traduzioni sia in Europa e Sudamerica) ancora oggi è una serie molto ricercata e collezionata dagli appassionati del fumetto erotico, si snodò nell'arco di 94 numeri, suddivisi in 4 serie. Il disegnatore delle prime ventisei storie fu il noto  Artista veneziano Leone Frollo, sceneggiatura di Giuseppe Pederiali (Rubino Ventura) mentre le copertine furono realizzate dal maestro Alessandro Biffignandi il personaggio ebbe molti epigoni ( Cenerentola, Pinocchio, Alice, la Fata Turchina, fiabe proibite,ecc..) dando vita ad un genere, le sexy favole, fenomeno editoriale tutto italiano.[70] [71]
- Una versione più crudele della fiaba è stata realizzata da Alberto Breccia e Carlos Trillo nella serie a fumetti Chi ha paura delle fiabe?.
- È unica la versione di questa fiaba realizzata dalla manga-ka Kaori Yuki e pubblicata nel manga Ludwig Kakumei (in italiano letteralmente "La rivoluzione di Ludwig"; tradotto come Ludwig). Biancaneve è qui una principessa bellissima ma altrettanto crudele, e i nani muoiono uno dopo l'altro al posto della ragazza, uccisi dai vari assassini comandati dalla sua matrigna, la regina cattiva. La parte relativa all'avvelenamento causato dalla mela coincide, e anche il risveglio dovuto al boccone avvelenato che accidentalmente le esce dalla bocca. Arrivata a palazzo, però, questa Biancaneve diventa l'amante del re per averne dei vantaggi, pur promettendo di sposare il principe. Come nella versione dei fratelli Grimm, Biancaneve si vendica della sua matrigna, la Regina cattiva, facendole calzare delle scarpe di ferro arroventate, ma quando il principe si rende completamente conto della crudeltà di questa fanciulla, decide di troncare i rapporti; in una stanza semibuia, le spiega di aver capito che tipo di persona sia lei veramente, e che le sue azioni non resteranno impunite. Biancaneve, che nascondeva sotto il vestito una pistola, spara al principe, ma viene colpita dal suo stesso proiettile. Biancaneve muore, e il principe afferma che solo in quel momento lei è veramente la più bella.